# おじいさん先生
『おじいさん先生』（おじいさんせんせい）は、2007年（平成19年）7月7日から9月29日まで日本テレビ系列で、毎週土曜日24：50 - 25：20（日曜日00：50 - 01：20）に放映していたテレビドラマ。全12話。

## 概要
内容はブラック・コメディであり、荒廃したエンペラー学園になぜか赴任してきた「おじいさん先生」こと山之内金太郎と、不良生徒たちの物語とされる。
毎回の筋として、おじいさん先生はトラブルに巻き込まれ（時には自らトラブルを巻き起こし）ては、大事なところで死んでしまう。しかし、三途の川で出逢った人物との会話からヒントを得、生き返ったときにそのヒントをもとにトラブルを解決する。また、三途の川での会話がうわごととなり、偶然にもトラブルを解決することも。
基本的には上記のような破天荒かつ不条理な展開が多いが、昨今の教育における諸問題を取り入れていたり、（偶然とはいえ）おじいさんが生徒たちに大切なこと（夢を持つことなど）を教えるなど、真面目な内容も含まれている。特に後者に関しては、最終回でその最たるものが見られる。

## キャスト

### レギュラー
- おじいさん先生（山之内金太郎）：ピエール瀧
- マドンナ先生：松本莉緒
- 桜井：松岡俊介
- 西寺：荒川良々
- 岩田：川村陽介
- 仲手川：ジェイ・ウエスト
- 用務員のおばさん・和歌山：五月女ケイ子
- 大塚：少路勇介
- 逸見：永山絢斗
- ハロルド：千太郎
- 風間：渡邉紘平
- 老沼セイジ：松村雄基
- 体育の先生・具志堅：高橋周平
- 理科の先生・小野寺：大政知己
- 国語の先生・堀田：井澤崇行
- 社会の先生・富田：松林慎司
- 田原校長：きたろう
- 鳥越教頭：柳沢慎吾

### ゲスト
ゲストは各話に一人（第5話のみ二人）、三途の川で登場する。第1話のみ、スタッフロールにゲストの表記がない。
- 千原ジュニア（第1話）
- 皆川猿時（第2・3・10話）
- 片桐はいり（第4話）
- リリー・フランキー（第5話）
- 向井秀徳（第5話）
- 松尾スズキ（第6話）
- 宮藤官九郎（第7話）
- 要潤（第8話）
- 森山未來（第9話）
- 安斎肇（第11話）
- 遠山景織子（第12話）

### サブタイトル
- 第1話…おじいさん先生死す
- 第2話…おじいさん先生vsワル40人
- 第3話…夜回りおじいさん先生
- 第4話…おじいさん打法
- 第5話…合コンだよおじいさん先生
- 第6話…おじいさん先生は、すぐに死ぬ
- 第7話…おじいさん先生、老人ホームへ
- 第8話…愛のおじいさん先生
- 第9話…おじいさん先生の修学旅行
- 第10話…おじいさん先生の夢
- 第11話…オレオレ詐欺vsおじいさん先生
- 最終回…さよなら！おじいさん先生

## スタッフ
- 企画：大人計画
- 総合演出：大宮エリー
- 脚本：細川徹
- 主題歌：SAKEROCK『おじいさん先生』（オリジナルサウンドトラックに収録）